# Blastobasis crypsimorpha
Blastobasis crypsimorpha é uma espécie de mariposa do gênero Blastobasis pertencente à família Coleophoridae.